# モグライダー
モグライダーは、マセキ芸能社所属のお笑いコンビ。2009年結成。M-1グランプリ2021・2023ファイナリスト。

## メンバー

### 芝 大輔
（しば だいすけ、1983年〈昭和58年〉7月25日 - ）（42歳）
ツッコミ・ネタ作り担当。
愛媛県北宇和郡松野町出身。帝京第五高等学校普通科卒業。帝京大学中退。身長175cm、体重50kg、血液型O型。
父親は愛媛県庁職員。父親は高校を卒業後、東京で就職していたが、父親の父親（芝の祖父）が急逝したために愛媛県に戻り、愛媛県庁に転職した。
実家があるのは松野町の中でも峠を越えた先の限界集落で、通っていた小学校は同級生が6人だった。同じ限界集落を舞台とした漫画原作のドラマ『ガンニバル』を「自分の家だと思って見てた」という。
芸人の道を志したきっかけは『加トちゃんケンちゃんごきげんテレビ』（TBSテレビ）やとんねるずの番組などバラエティ番組を一通り観ていて、あの中に入ってみたいと思ったこと。
町立の中学校に入学後、寮に入っていた。中学時代はバレーボール部に所属していた。
帝京大学に一週間ほど通って中退している。
NSC東京校9期出身（2003年入学）。現在のコンビ以前は岡野秀文とコンビ「弁天小僧」を組んでいた。
同世代で同じ事務所の三四郎とは仲が良く、小宮浩信（三四郎）はモグライダーが『M-1グランプリ2021』にて決勝進出を果たしたと知った際に嬉しさのあまり落涙したと語っている。
芸人からの評価が高く、カズレーザー（メイプル超合金）などから「天才」と称されている。出場した『M-1グランプリ2021』の決勝にて審査員を務めたオール巨人（オール阪神・巨人）、礼二（中川家）、塙宣之（ナイツ）からも高評価を得ている。伊集院光も自身がパーソナリティを務めるラジオ番組『伊集院光 深夜の馬鹿力』（TBSラジオ）12月20日放送にて、芝の技量の高さを称賛している。
リーゼントヘアがトレードマークで、舞台上では伊達眼鏡をかけている。
愛煙家だが、下戸で酒が飲めない。
3人きょうだいの真ん中（2歳年上の姉1人と2歳年下の弟1人）。
2018年12月7日に行われたオールナイトライブ「モグライダー芝とランジャタイ国崎のオールナイト9」で結婚を発表。2019年11月29日に結婚パーティーを行なった。
2020年2月に第1子、2022年6月に第2子が誕生した。祖母の名前が「トミカ」（トミカと字面も同じ）であることをネタにしている。

### ともしげ
（1982年〈昭和57年〉5月31日 - ）（43歳）
ボケ担当。
埼玉県飯能市出身（出生地は山形県天童市）。聖望学園中学校・高等学校卒業。玉川大学工学部電子工学科中退。身長175cm、体重90kg、血液型A型。本名、友繁 良宣（ともしげ よしき）。
両親は京都府出身であり、お見合い結婚である。
姉がいる。
中学時代は剣道に打ち込んでおり、初段を取得している。
高校時代はアメリカンフットボール部に所属していた。
中学時代のあだ名は伊良部、マキバオー、マキラブ。高校時代のあだ名はほんこんだった。
芸人の道を志したきっかけは明石家さんまに憧れたこと。また、お笑い好きの友人の影響もあると話している。
スクールJCA13期出身（2004年入学）。現在のコンビ以前は「ぱーぷるマシーン」を結成し、プロダクション人力舎で活動。その後、10度近くも解散を経験した。
かつては赤いTシャツにハーフパンツが衣装で、裸足でステージに立つのが特徴だった。その後は事務所の先輩である塙の忠告により、赤いジャケットを着て靴も履くようになった。
趣味はラーメン屋巡りで、度々自身のSNSにてラーメンについて語っている。一時期ラーメン屋のラーメンに点数をつけており、最低点数は2点だった。
2021年2月頃より、自作の手料理を撮った写真を自身のInstagramに投稿している。
相方の芝と同様に同期の三四郎とはスクールJCA時代からの付き合いで仲が良い。
自動車の運転免許を取得しているが、小宮から「運転は下手」と明かされている。
事務所に入りたての頃、直の先輩である南原清隆（ウッチャンナンチャン）による狂言の舞台見学が事務所の芸人に対して募集がかけられ、自ら立候補したものの最前列で開演前に爆睡してしまい反省を示すためその日に丸刈りにした。しかしちょうど事務所に入りたてだったことでコンビの宣材写真を撮る運びになり「それは髪が伸びるまで待ってください」と泣いた。
下積み時代のバイト先で間違えて大量のポテトを発注するも、バイト先が機転を効かせポテトのサービス等を行い好評だったため事なきを得た。
2021年12月、同棲中の婚約者がいることをラジオ番組内で公表。2022年6月8日、Twitterで結婚を報告。2023年4月6日、第1子男児の誕生を報告。

## 来歴
- 芝はそれまで3～4回コンビの解散を経験。次のコンビを最後としてこれでダメだったら引退しようと思っていたときに、当時のともしげが組んでいたぱーぷるマシーンが出演するライブを観て、ともしげを「自分とは真逆」と考えた芝が「ちょうど“ツッコミ代”のある人を探していた」ということで、その後間もなくしてぱーぷるマシーンは解散。それを待っていた芝がともしげを誘い、2009年1月5日、コンビ結成に至った[4]。2011年2月よりマセキユース所属[28]。
- 2013年4月7日放送の、ピースがMCを務める『NexT』（日本テレビ）内のコーナー「出川哲朗、狩野英孝に続く天然芸人の“原石”を探せ!」にて、ともしげが優勝を勝ち取った[29]。
- 2021年、コンビ結成12年目にしてM-1グランプリにて初の決勝進出[30]。「笑神籤」によってトップバッターとなり、「さそり座の女」を披露。結果は8位[31]に終わるも、トップバッターとして、2021年当時の歴代最高得点となる637点を記録した[31]。
- 2022年ではテレビ番組への出演数が7本から198本に急増し、ブレイクタレントランキングにおいて第1位にランクインした[32]。
- 2023年、コンビ結成14年目にして2度目のM-1グランプリ2023の決勝に進出。結果は7位。

## 芸風
- 主に漫才。ネタ台本が一切なく、芝の考えた規則性のあるゲームをともしげにさせて起こるミスをツッコむスタイルが持ち味で、それについて芝は「日本一練習しないコンビじゃないかな」と述べている[28]。しかしM-1グランプリの決勝に進出してからは「少し練習を覚えた」とも語っている[33]。
- かつてはボケネタを多く用意して演じてみるも、あざとくなってしまいウケなかった。そんな中のある日に台本を失くしアドリブを入れてともしげが自然に言葉に間違えるネタを入れていったところ、そこからウケるようになったという[4]。
- ともしげの滑舌があまりに悪すぎるため[34]、ネタでもトークでも噛みまくり芝が訂正していくことが多い。
- 以前はあるシチュエーションを芝がお手本として見せ、ともしげが同じようにやるも上手くできないというネタが多かったが、後にともしげが1つの事柄に対して客に向かって説明を始め、その中での間違いなどを芝が訂正していくネタを主にやっている[28]。
- 伊集院光はM-1グランプリ2021決勝で披露したネタ「さそり座の女」について、芝がともしげにやりきれないキャパシティのことをやらせてできなかったらやり直させるシステムがコント55号の萩本欽一と坂上二郎のパターンに近いことを指摘し、練習して仕上げたネタを確実に披露する傾向が強かったM-1グランプリにおいて、事故を起こしかねないハプニング性の高い笑いを披露したことや、芝の肝の座ったツッコミ能力を高く評価した[35]。

## 賞レースでの戦績

### M-1グランプリ
| 年度（回）       | 結果         | No.  | 備考                                         |
| ---------------- | ------------ | ---- | -------------------------------------------- |
| 2009年（第9回）  | 2回戦進出    | 3776 |                                              |
| 2010年（第10回） | 1回戦敗退    |      |                                              |
| 2015年（第11回） | 2回戦進出    | 334  |                                              |
| 2016年（第12回） | 3回戦進出    | 103  |                                              |
| 2017年（第13回） | 準々決勝進出 | 105  |                                              |
| 2018年（第14回） | 準々決勝進出 | 88   |                                              |
| 2019年（第15回） | 準々決勝進出 | 205  |                                              |
| 2020年（第16回） | 準々決勝進出 | 277  |                                              |
| 2021年（第17回） | 決勝8位      | 635  | 決勝キャッチフレーズ「やんちゃとぶきっちょ」 |
| 2022年（第18回） | 準々決勝進出 | 1604 |                                              |
| 2023年（第19回） | 決勝7位      | 2242 | 決勝キャッチフレーズ「メジャーポンコツ」     |
| 2024年（第20回） | 3回戦進出    | 2540 | ラストイヤー                                 |

### その他
- 2013年 決戦!お笑い有楽城 - 優勝
- 2014年 THE MANZAI - 認定漫才師
- 2017年 K-PROライブアワード - MVP大賞[40]
- 2019年 R-1ぐらんぷり - 準決勝進出（芝）
- 2025年 THE SECOND  - ノックアウトステージ32→16 敗退

## 出演

### テレビ番組

#### 現在の出演番組
- 月ともぐら（テレビ東京、2023年1月5日 - ）- MC
- ラヴィット!（TBSテレビ、2023年10月10日 - ）- 火曜隔週レギュラー

#### 現在の不定期出演
- アメトーーク!（テレビ朝日、2017年8月10日 - ）
- ゴッドタン（テレビ東京、2015年3月14日 - ）
- 千原ジュニアの座王（関西テレビ、2021年12月17日 - ）※主に芝のみ
- マルコポロリ（関西テレビ、2022年1月9日 - ）
- さんまのお笑い向上委員会（フジテレビ、2022年3月12日 - ）
- 水曜日のダウンタウン（TBSテレビ、2022年10月19日 - ）
- ロンドンハーツ（テレビ朝日、2022年6月7日 - ）
- ダウンタウンDX（読売テレビ、2022年1月20日 - ）

#### 過去の出演番組
- 情報満喫バラエティ 週末にしたい10のこと!（日本テレビ、2011年10月15日・11月12日・2012年3月10日・3月24日・5月26日・6月23日・7月14日・8月4日・9月22日）
- ももクロChan〜Momoiro Clover Z Channel〜（テレビ朝日、2015年6月9日・6月16日）
- そろそろにちようチャップリン（テレビ東京、2018年4月8日・2019年5月18日・2021年7月24日・2022年1月22日・2月26日・3月5日）
- オールスター後夜祭（TBSテレビ、2018年4月1日・10月7日・2022年3月27日・10月2日・2023年4月9日・10月15日・2024年4月7日）
- マッドマックスTV（テレビ朝日、2021年12月20日）
- ザ・ベストワン（TBSテレビ、2022年1月21日・2月11日・4月22日）
- ネタパレ（フジテレビ、2022年1月21日・5月20日・6月17日・9月2日）
- 内村のツボる動画（テレビ東京、2022年1月26日）
- もしもツアーズ（フジテレビ、2022年2月5日）
- まさかのルールはなぜできた!? 作画プレゼン!刺さルール（テレビ朝日、2022年2月15日・3月15日）
- お願い!ランキング（テレビ朝日、2022年2月15日・5月19日）
- ENGEIグランドスラム（フジテレビ、2022年2月26日）
- 芸能人が本気で考えた!ドッキリGP（フジテレビ、2022年3月12日）
- 有吉ぃぃeeeee!そうだ!今からお前んチでゲームしない?（テレビ東京、2022年3月13日・6月12日（ともしげ））
- ホンマでっか!?TV（フジテレビ、2022年3月16日（芝）・4月13日）
- お願い!ランキング presents そだてれび モグりライダー（テレビ朝日、2022年4月20日・5月11日・18日・6月1日・8日）
- 千鳥のクセがスゴいネタGP（フジテレビ、2022年5月12日）
- 証言者バラエティ アンタウォッチマン!（テレビ朝日、2022年6月6日）
- 火曜NEXT!（フジテレビ）
- 太田上田（2022年10月25日・同年11月1日、中京テレビ）
  - 「追跡!異名ジャーナル」 (2022年11月23日・30日) - 芝のみ：MC
  - 「にたもの3組」（2023年1月11日） - ともしげのみ：MC[41]
- リミッター外してみませんか?（テレビ東京、2023年5月5日 - ） - MC[42]
- オールスター感謝祭（TBSテレビ、2023年4月8日・10月14日・2024年4月6日）
- 金曜日のメタバース（テレビ朝日、2023年10月6日 - 2024年9月20日）- MC（芝）、常連客（ともしげ）
- ジョンソン（TBSテレビ、2023年10月23日 - 2024年9月30日 ）[43]
- オドぜひ年末SP 愛の最強タッグ決定戦（中京テレビ、2023年12月27日） - 芝のみ：「最強師弟タッグ」チームとして、TAIGAと共に出演
- ヒューマングルメンタリー オモウマい店（中京テレビ、2024年11月19日）

#### 冠番組
- オズモグランキング (テレビ朝日、2022年10月18日、2023年1月24日)
- モグもぐも～ぐ～（MBSテレビ、2022年12月28日）

#### 芝大輔
- ももクロChan〜Momoiro Clover Z Channel〜（テレビ朝日、2014年9月2日 - 9月30日）
- サスティな!〜こんなとこにもSDGs〜 (フジテレビ、2022年11月19日 - 2022年12月10日) -スペシャルMC[注 1]
- 芝と国崎とみんなでつくったテレビ（日本テレビ、2023年4月17日）[44]

#### ともしげ
- マツコ&有吉 かりそめ天国（テレビ朝日、2022年3月11日・5月28日）

### テレビドラマ

#### 芝大輔
- オクトー 〜感情捜査官 心野朱梨〜 第1話（読売テレビ・日本テレビ系、2022年7月7日） - 岩田川俊介 役[45]
- 24時間テレビ 愛は地球を救う45「すぎやまこういち物語 ドラゴンクエスト『序曲』知られざる誕生秘話」（日本テレビ、2022年8月27日） - 堀井雄二 役[46]
- オールドルーキー 第9話（TBSテレビ、2022年8月28日） - 料理長 役[47]
- 七人の秘書スペシャル（テレビ朝日、2022年10月2日） - 根木省吾 役[48]
- 悪魔はそこに居る 第1話（Paraviオリジナル、2023年2月9日） - 焼き鳥屋の客 役
- ブラックポストマン 第1話（テレビ東京、2023年8月18日） - 町田義彦 役[49]
- さよならマエストロ〜父と私のアパッシオナート〜（TBSテレビ、2024年1月14日 - 3月17日） - 晴見市役所の総務課長 役[50]
- 「離婚弁護士 スパイダー」〜慰謝料争奪編〜 第1話（日本テレビ、2024年10月5日） - 高遠亮介 役[51]
- 無能の鷹 第6話（テレビ朝日、2024年11月15日） - 中野 役[52]
- スプリング!（テレビ朝日、2025年3月21日） - 村瀬俊樹 役[53]
- 問題物件 最終話（フジテレビ、2025年3月26日） - 朝倉康輔 役[54]
- 放送局占拠（日本テレビ、2025年7月12日 - ） - 天狗 / 安室駆流 役[55][56]

### WEBドラマ

#### 芝大輔
- 外湯巡りミステリー「道後ストリップ嬢連続殺人」（YouTube「フィルムエストTV」[注 2]、2024年9月13日公開）
- 透明なわたしたち（2024年9月、ABEMA） - 岡本隼人 役

### 映画

#### 芝大輔
- 赤羽骨子のボディガード（松竹、2024年8月2日） - 海代朱雀 役[57]

### ラジオ番組

#### 芝大輔
- 裏表 松原秀とモグライダー芝大輔（超!A&G+、2022年5月8日 - ） - [58]

#### 過去の出演番組
- モグライダーのオールナイトニッポンR（ニッポン放送、2013年5月11日）
- 爆笑問題の日曜サンデー（TBSラジオ、2015年8月16日、2021年11月21日）
- マイナビ Laughter Night（TBSラジオ） - 
  - 2015年6月27日[59]、7月25日[60]、8月22日[61]、11月14日[62]、12月26日[63]
  - 2016年1月16日[64]、3月12日[65]、5月14日[66]、6月11日[67]、8月6日[68]、9月24日[69]、12月10日[70]
  - 2017年2月4日[71]、6月23日[72]、9月8日[73]
  - 2018年1月26日[74]、6月1日放送[75]
  - 2019年4月19日[76]
- オールナイトニッポン0（ZERO）〜決戦! お笑い有楽城10周年スペシャル!!〜（ニッポン放送。2018年9月15日）
- モグライダーのごほうびドリアン（GERA放送局、2020年8月28日 - 12月25日）[77]
- 小宮のバチボコラジオ（三四郎ファンクラブ内限定ラジオ、2021年11月21日・12月5日）
- 三四郎のオールナイトニッポン0(ZERO)（ニッポン放送、2021年12月17日・2022年6月17日（ともしげ））
- 川島明のねごと（TBSラジオ、2022年1月16日）
- モグライダーのオールナイトニッポンPODCAST（ニッポン放送、2022年4月）[78]
- モグライダーのオールナイトニッポンX（ニッポン放送、2022年8月10日）[79]

#### 芝大輔
- AuDee CONNECT（TOKYO FM、2022年5月3日 - 31日）[80]
- 芝と国崎とみんなでつくるラジオ（ラジオ日本、2023年4月11日・18日）[44]

### Web番組

#### 現在の出演番組
- 悪影響（2013年5月 - 、ニコジョッキー）
- まいにち大喜利（動画、はじめてみました【テレビ朝日公式】、2022年11月1日 - ） -芝は MC、ともしげはレギュラー解答者

#### 過去の出演番組
- 若イッテンモノ（AbemaTV、2018年6月17日・8月12日）
- 風雲!たけし城（Amazon Prime Video、2023年4月28日）
- カチコチTV（FANZA TV）

### 舞台
- 舞台版 月ともぐら 胸キュンコラボグランプリ（2023年10月5日、東京・草月ホール）[81]

### CM
- アットホーム「北斎のお部屋探し九十三景by at home」（2023年）
- Honda「VEZEL」（2024年5月 - ）- Webのみ

#### 芝大輔
- 日本コカ・コーラ「綾鷹カフェ」
  - 急須珈琲 ラテ/ブラック 新装開店編（2023年）[82]
  - 抹茶ラテ「そうだ！ソーダだ」篇「アイスをどぼん！」篇（2023年）

#### ともしげ
- 日清食品「出前一丁 ゴリラ一丁 スタミナガーリックニラそば野郎」（2019年）
- 東京海上日動あんしん生命保険「あんしん就業不能保障保険」『ep.3 父さんの決断』篇（2021年）
- MIXI「モンスターストライク」炎炎ノ消防隊コラボ篇（2024年3月15日 - ）[83]

### 主な出演ライブ
- パンキッシュガーデン（マセキ芸能社の定期ライブ。毎月7日 - 11日に開催）※エクストラシルバーに出演中[84]、MCも務めている。
- 空飛ぶサンパチ（マセキユースによる月イチ漫才ライブ）
- 新宿GO!GO!LIVE（K-PRO主催の不定期ライブ）

### 単独ライブ
- 大往生 （2013年3月23日 新宿シアター・ミラクル）
- 大往生 パートII（2017年6月25日 新宿シアターモリエール）[85]
- 穴掘り天国（2018年7月18日 新宿シアターモリエール）[86]
- 大往生 パートIII 〜結成10周年記念大会〜（2019年1月20日 座・高円寺2）[87]
- 穴掘り天国2～芸能人大集合スペシャル～（2022年9月6日 座・高円寺2）[88]
- モグライダーの日本一獲りたいからネタやるライブ（2023年10月13日 草月ホール）[89]

### 自主ライブ
- 東部第33部隊[90]

## DVD
- 穴掘り天国（2018年10月24日[91]）